# Methven Parish Church

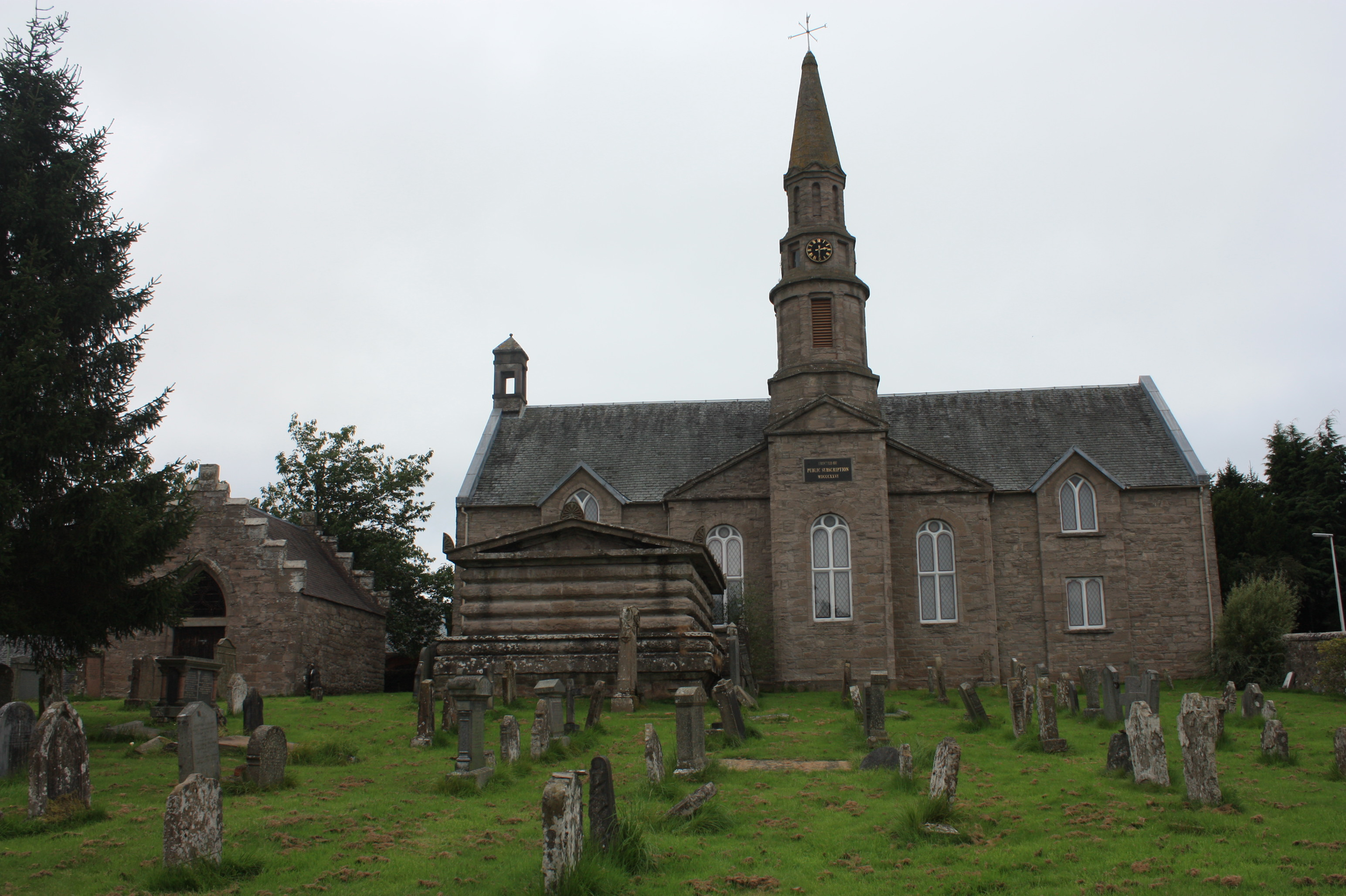
Die Methven Parish Church mit dem Lynedoch Mausoleum vor der Kirche und dem Methven Aisle links.

Die Methven Parish Church, auch Methven and Logiealmond Parish Church, ist eine Pfarrkirche der presbyterianischen Church of Scotland in der schottischen Ortschaft Methven in der Council Area Perth and Kinross. 1971 wurde das Bauwerk in die schottischen Denkmallisten in der Denkmalkategorie B aufgenommen. Der zugehörige Methven Aisle ist hingegen eigenständig als Denkmal der höchsten Kategorie A klassifiziert. Der umgebende Friedhof ist ebenso wie das Lynedoch Mausoleum ein Kategorie-B-Bauwerk.

## Geschichte
Der Standort geht auf ein Kollegiatstift aus dem Jahre 1433 zurück. Die Methven Parish Church entstand im Jahre 1783. Für die Planung zeichnet ein Herr Smythe aus Methven verantwortlich. Zum Bau musste die Stiftskirche abgebrochen werden. Von dieser ist der Methven Aisle bis heute als Kirchenrest erhalten. 1826 wurde der Glockenturm fertiggestellt. 1995 wurde die Kirchengemeinde mit der Nachbargemeinde Logiealmond verschmolzen.

## Beschreibung
Die Methven Parish Church steht an der Church Road im Zentrum Methvens. Sie steht inmitten des umgebenden Friedhofs, den eine Bruchsteinmauer umfriedet. An der südexponierten Hauptfassade tritt ein Mittelrisalit mit abschließendem Dreiecksgiebel heraus. Darüber ragt der mehrstöckige Glockenturm auf, der von einer oktogonalen Basis gerundet beziehungsweise oktogonal fortgeführt ist. Unterhalb des spitzen Helms ist er umlaufend pilastriert. Auf dem Westgiebel sitzt ein kleiner Dachreiter auf.

## Methven Aisle
Der Kirchenrest des 1433 errichteten Kollegiatstifts wird als Methven Aisle bezeichnet. Es handelt sich um das nördliche Fragment des Querschiffs. Es steht direkt westlich der Kirche. Mit Ausnahme des 1835 erbauten Südgiebels ist der Methven Aisle weitgehend im Ursprungszustand erhalten. Der Bruchsteinbau misst 6,7 m × 6,4 m. In die Nordfassade ist ein dreiteiliges Maßwerk eingelassen. Die Giebel des abschließenden Satteldachs sind als Staffelgiebel ausgeführt.

## Lynedoch Mausoleum

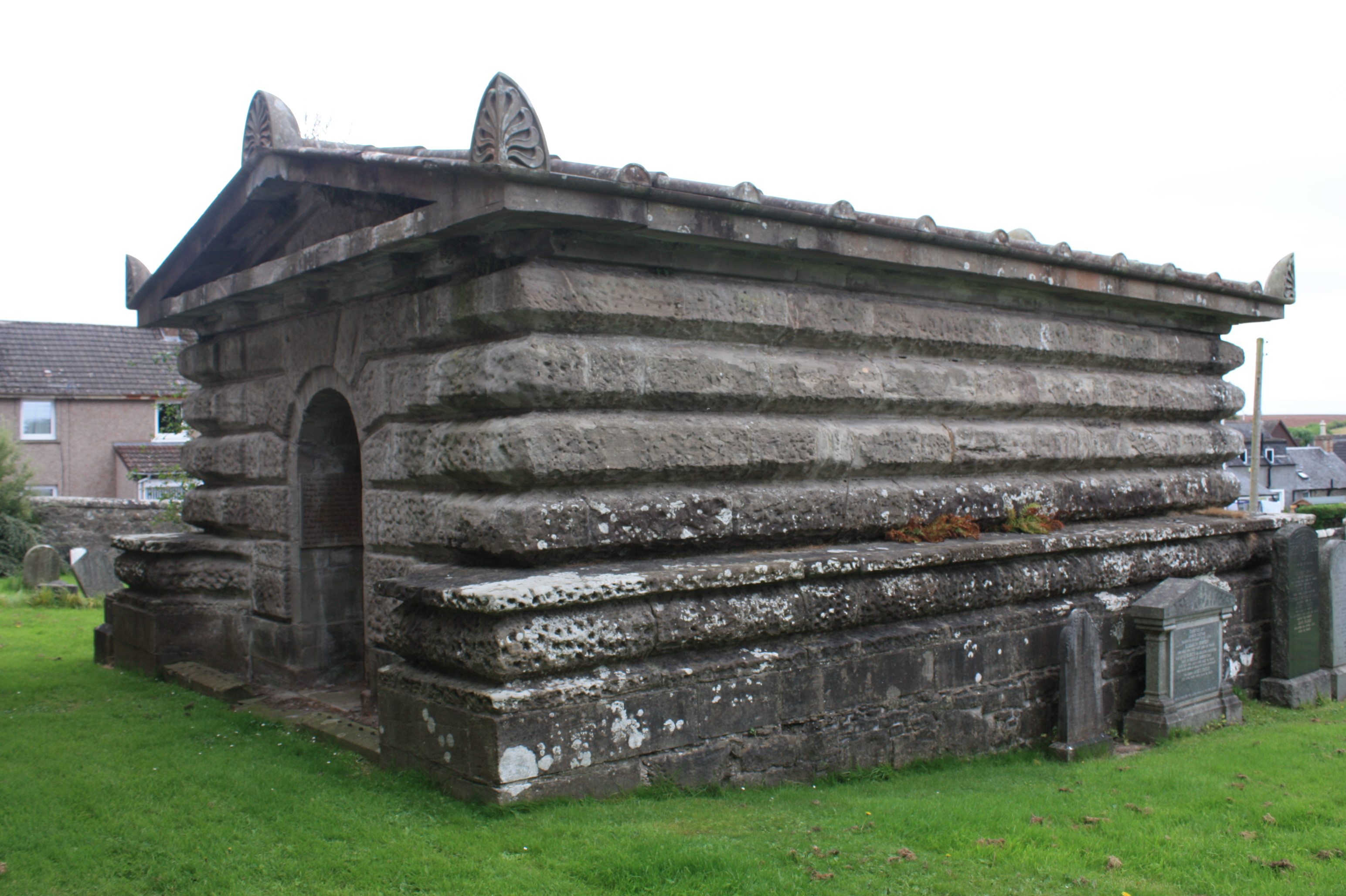
Lynedoch Mausoleum

Das Lynedoch Mausoleum steht entlang der Südfassade direkt vor der Kirche. Das klassizistische Gebäude wurde 1793 fertiggestellt. Für den Entwurf zeichnet der schottische Architekt James Playfair verantwortlich. Das stark rustizierte Mauerwerk besteht aus kissenartigen Ringen. Die Giebelseiten schließen mit schlichten Dreiecksgiebeln. Außer dem rundbogigen Portal an der Nordseite existieren keine Gebäudeöffnungen.